# بيتر هوزر (لاعب كرة قدم)
بيتر هوزر (بالإنجليزية: Peter Hauser) هو لاعب كرة قدم ومدرب كرة قدم جنوب أفريقي، ولد في 20 أبريل 1934 في كيمبرلي في جنوب أفريقيا، وتوفي في 9 مارس 2000 في بورت إليزابيث في جنوب أفريقيا. لعب مع نادي بلاكبول ونادي تشستر سيتي.